# Idaea depressaria
Idaea depressaria là một loài bướm đêm trong họ Geometridae.